# Xérès (DO)
Pour les articles homonymes, voir Xérès.
Ne doit pas être confondu avec Xerxès.
Les xérès (prononcé [ke.ʁɛs] ou [xe.ʁɛs] dans la langue soutenue, [kse.ʁɛs] ou [gze.ʁɛs] dans la langue courante ; de l’espagnol jerez) sont des vins blancs de Denominación de Origen (DO), produits à Jerez de la Frontera, dans le sud de l'Andalousie, en Espagne. Ces vins sont mutés à l'eau-de-vie pour obtenir deux grandes catégories : les finos, qui titrent finalement 15,5 %, et les olorosos, 18 %. Ils sont très appréciés des Britanniques, qui les connaissent sous le nom de sherry, ou sack. Le vinaigre de Xérès est également produit à partir de ces vins.
L'Andalousie abrite plusieurs appellations dont les plus renommées sont le xérès (sherry ou jerez), dans la région de Cadix, la montilla-moriles, au sud de Cordoue, et le malaga, dans la région de Malaga.

## Histoire

### Préhistoire et Antiquité

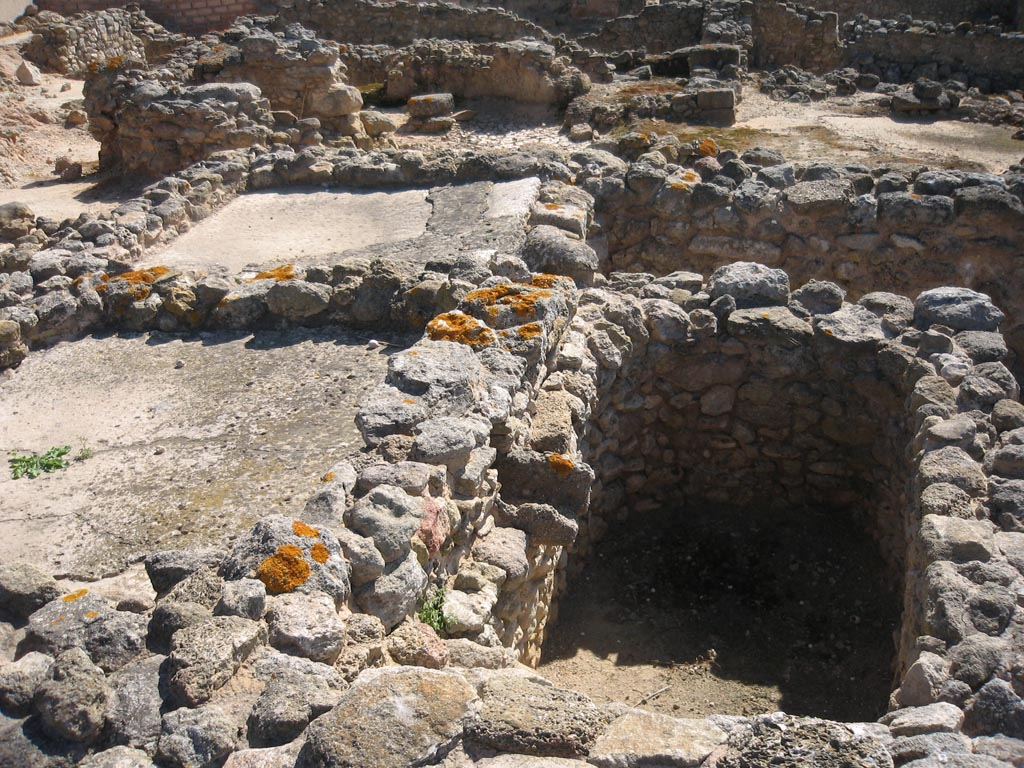
Lagar (cuve) de Turpa, cité phénicienne du Castillo de Doña Blanca,

Selon la légende rapportée par Homère dans son Odyssée, un Grec nommé Ménesthée, après la guerre de Troie, aurait fait voile avec ses troupes vers les Colonnes d'Hercule et fait relâche à l'embouchure du Guadalete. Ils se seraient établis dans ce havre qu'ils appelèrent Menestheos.
Or le site archéologique de Doña Blanca est situé près d'El Puerto de Santa María, l'ancienne Menestheos. Lors de fouilles sur ce site de Turpa entre 1979 et 1995, ont été trouvés des restes de remparts, de maisons, des sites de vinification, un port fluvial sur le Guadalete et une nécropole, d'origine phénicienne. L'ensemble a été daté du VIIIe au IIIe siècle av. J.-C. C'est donc la plus ancienne cité phénicienne trouvée jusqu'à présent dans la péninsule Ibérique. Son état de conservation exceptionnel est devenu un élément clé pour les recherches sur la colonisation phénicienne dans la baie de Cadix et de ses relations avec les peuples autochtones de la Basse Andalousie. Tartessos eut probablement comme capitale Turpa. Et c'est de sa racine « tr » que proviendraient toutes les formes du nom Tartessos, de Turdétans jusqu'à Turdetana, nom latin de la province romaine d'Andalousie.
Bien qu'originaire de la Tarraconaise, le poète Martial chanta le ceretanum, vin issu d'un vignoble situé sur l'actuel terroir du xérès.

### Moyen Âge
Conquis en 711 par les Maures, la région est libérée par la couronne espagnole en 1264. La ville de Jerez a ainsi longtemps été sur la ligne de démarcation (la frontera) entre les chrétiens et les musulmans, période dont elle garde le souvenir dans son nom, Jerez de la Frontera.
Le vignoble est ensuite l'objet de tous les soins.

### Renaissance

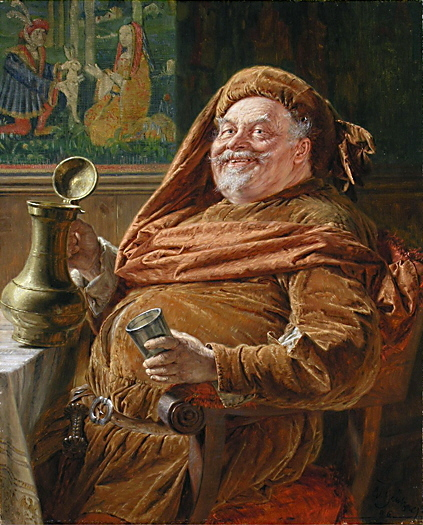
Falstaff dans ses œuvres.

Durant cette période, le sack a été le premier nom donné en Angleterre au vin de xérès. Contrairement à une idée reçue, il ne provient pas de l'espagnol seco, car ce vin était alors doux, mais de sacar (sortir ou faire sortir) pris dans le sens de « vin exporté ». En 1565, une charte accorda, à quelques négociants de la Vintner's Company, le privilège de vendre ces vins sans licence. Leurs tavernes furent surnommées les free vintage et il existe encore à Londres le Gordon's Sherry Bar, dans Villers Street qui en est l'émanation.
Shakespeare fut et reste encore le meilleur agent commercial de ce vin. Il fait dire à Falstaff : 

« Un bon xérès a deux effets : d'abord, il monte au cerveau, éloigne les tristes et sottes pensées qui l'enténèbrent, délie la langue et l'esprit ; ensuite, il réchauffe le sang et en chasse la pusillanimité et la couardise. »

Et le dramaturge met encore dans la bouche de son héros :

« Si j'avais un millier de fils, le premier principe que je leur inculquerais, ce serait de fuir les breuvages sans force et de s'adonner au xérès. »

Quelques décennies plus tard, en 1650, un négociant en vins espagnol, J. M. Rivero, s'installait à Jerez. Sa marque « C. Z. », est aujourd'hui considérée comme l'une des plus anciennes du monde.

### Période moderne

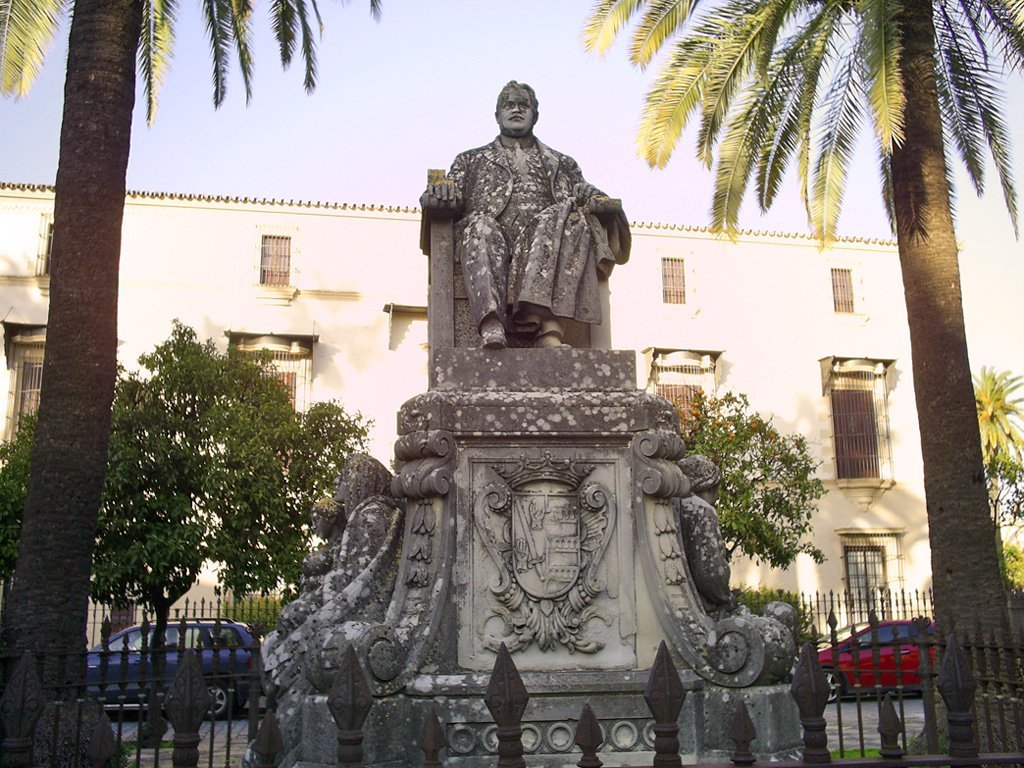
Statue à Jerez de Pedro Domecq, fondateur de la dynastie.

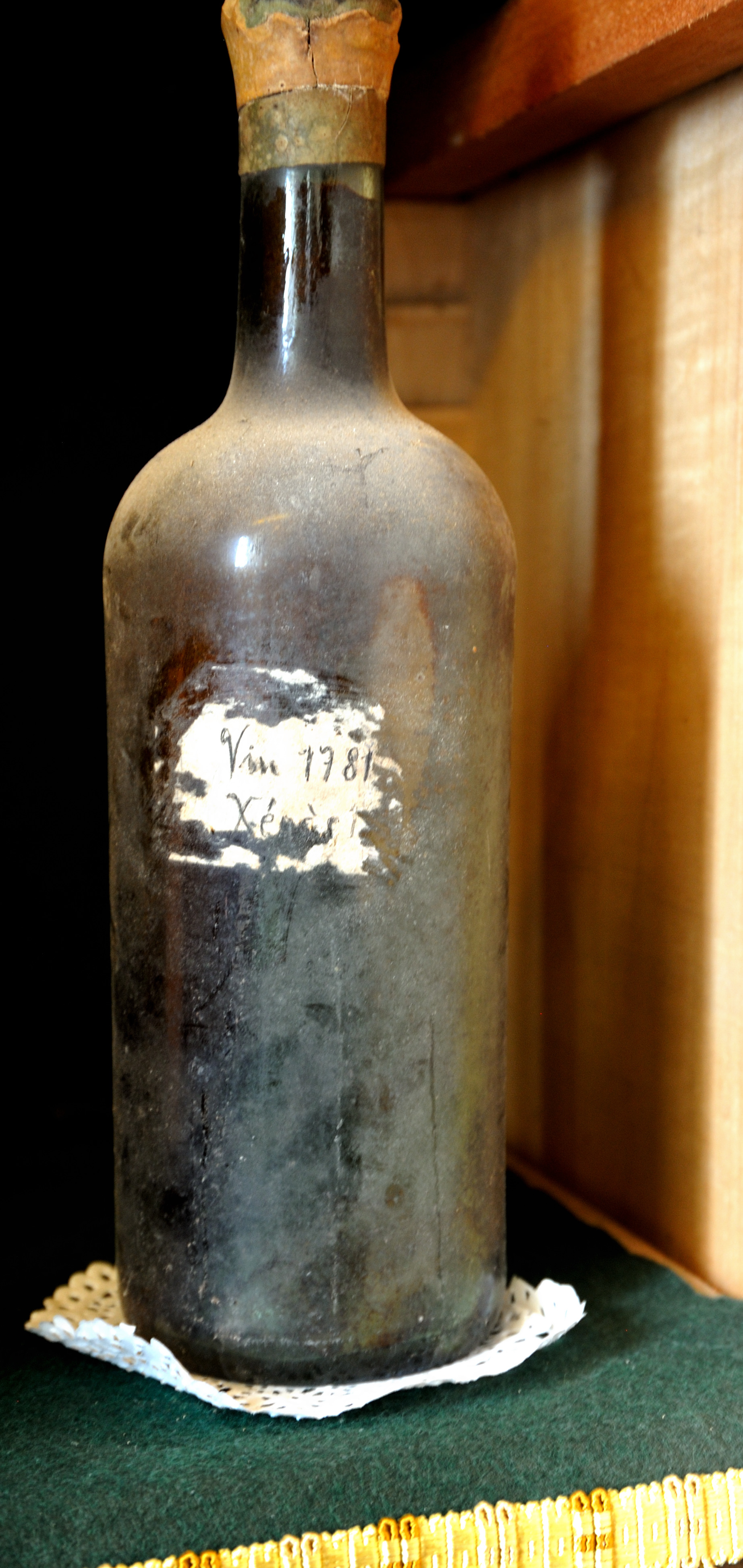
Xérès millésime 1781, collection du château de Valençay.

Le XVIIIe siècle vit apparaître en terre andalouse nombre de négociants venus des îles Britanniques. Le premier contingent fut irlandais. Il y eut d'abord Timothy O'Neale, qui s'installa à Jerez en 1724 et y créa sa maison de négoce en vins. Il fut suivi d'autres et notamment de Patrick Murphy. Celui-ci avait pris avec lui un Français, Jean Haurie, auquel il apprit le métier et livra ses secrets. À sa mort, en 1772, il lui légua sa bodega. Haurie obtint, après un procès qu'il gagna, que le Gremio, la guilde des producteurs, lui laisse le droit de faire son vin avec ses propres vignes, ce qui était jusqu'alors interdit. Sa bodega fut donc la première à assurer tous les stades de la production à la commercialisation.
À sa mort, ce furent cinq de ses neveux qui héritèrent. Parmi eux, Juan Carlos Haurie et Pedro Domecq. La bodega qui porte sa marque possède toujours des tonneaux portant les noms de Fox, Nelson et Napoleón. Au début du XIXe siècle, la bodega de son cousin était devenue la plus importante maison de négoce de la place. Et quand les armées de Soult occupèrent Jerez de 1810 à 1812, il devint leur principal fournisseur. Mais à leur départ, l'intendance française omit de lui régler son dû ce qui provoqua sa faillite. Avec l'aide de sa famille, il reprit ses activités sous un autre nom et sa bodega ne tarda pas à redevenir prospère.
|                                       |  |                                   |
| Étiquette de Xérès, début XXe siècle. |  | Étiquette de vin de Xérès (1907). |

En 1868, le vin de xérès était élaboré sur la base de 42 cépages identifiés. C'était encore les derniers temps de la navigation à voile, et les bâtiments de commerce britanniques, qui doublaient le Cap de Bonne-Espérance, faisaient escale à Jérez pour se charger, en guise de lest, de botas de xérès avant de se diriger vers les Indes. Ce voyage aller-retour, joint au roulis et au tangage, bonifiait et vieillissait le vin. Il était alors commercialisé sous la dénomination « East Indian Sherry ». Actuellement[Quand ?] quelques xérès amoroso (oloroso doux) sont toujours étiquetés ainsi.

### Période contemporaine
En 1977 est officialisée la Denominación de Origen (DO) pour le xérès et le manzanilla Sanlúcar de Barrameda. À cette occasion, il est décidé que l'élevage des vins en tonneaux devra être de trois ans au minimum. En dépit de ces efforts qualitatifs, la baisse des exportations continue et, en 1990, la profession doit réorganiser l'ensemble de la filière. Cela aboutit à la notification d'une mention de vieillissement, en 2002. Les vins de plus de 20 ans d'élevage sont classés VOS, ceux de plus de 30 ans VORS (es).

## Étymologie
Les Grecs furent les premiers à citer une peuplade vivant dans cette région, les Kerratanoï, nom qui fut latinisé en Cerratani. Leur principale cité devint la ville de Jerez (Ceret), dont le vignoble donnait, sous les Romains, le ceretanum — ce qui a été traduit par les Arabes en cherrish puis par les Anglais en sherry.
Dans le Roussillon, ce peuple pré-ibère a donné aussi son nom à la Cerdagne et aux villages de Céret et Saint-Laurent-de-Cerdans.
Le nom xérès est un onomastisme, puisqu'il provient d'un toponyme, en l'occurrence Jerez.

## Situation géographique

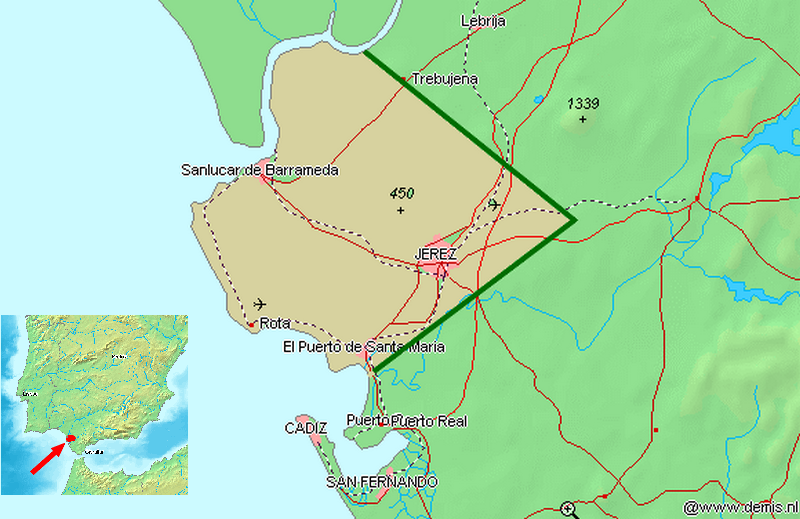
Carte du terroir producteur de xérès.

Le vignoble de Xérès s'étend en majorité dans la province de Cadix, la plus méridionale d'Espagne péninsulaire. Seul le village de Lebrija appartient à la province de Séville. Son terroir, bordé au sud-ouest par l'océan Atlantique est en forme de triangle de Jerez de la Frontera au nord à El Puerto de Santa Maria au sud, et Sanlúcar de Barrameda. Les fleuves Guadalquivir et Guadalete le ferment respectivement à l'ouest à l'est.

### Orographie
Les vignobles sont implantés en Andalousie sur un terroir vallonné composé essentiellement de collines et coteaux de faible altitude.

### Géologie
Le vignoble s'étend sur trois zones géologiques bien différenciées. La première, considérée comme la meilleure, est l'Albariza ou Albera, des terres blanches, qui mêlent chaux, craie, kaolin et argile. Ces sols absorbent l'eau de pluie l'hiver et la restitue aux racines de la vigne en été. En surface, la croûte dure formée par le soleil, évite un maximum d'évaporation. La réverbération sur un sol blanc favorise, quant à elle, la maturité des grappes. C'est le terroir des finos.
À côté un sol sablonneux, les Arenas, est beaucoup plus producteur pour la vigne, et les Barros composés d'argiles lourdes, donnent tous deux des vins moins (mot manquant).

### Climatologie
La région de Jerez de la Frontera a un climat typique de la Méditerranée du sud. Avec son soleil intense, qui brille 300 jours par an, son air marin, porteur d'un peu de fraicheur la nuit et de rosée matinale, ses pluies rares concentrées d'octobre à décembre puis de février à mai, les hivers sont généralement humides mais assez doux, les étés, chaud à torride.
Un régime binaire de vents s'ajoute pour définir une climatologie excessive. Il y d'abord le levante, venu de l'est, qui assèche les grappes et surmurit le raisin, puis souffle en alternance le poniente, vent d'ouest venu de l'océan Atlantique, qui favorise le développement de la flor.

Climatologie de Jerez de la Frontera.

| 1971-2000           | janv | fév  | mar  | avr  | mai  | jun  | jul  | août | sept | oct  | nov  | déc  | TOTAL |
| ------------------- | ---- | ---- | ---- | ---- | ---- | ---- | ---- | ---- | ---- | ---- | ---- | ---- | ----- |
| Temp. moyenne (°C)  | 10,7 | 12,0 | 14,0 | 15,4 | 18,4 | 22,0 | 25,5 | 25,7 | 23,5 | 19,1 | 14,7 | 11,9 | 17,7  |
| Temp. maximale (°C) | 15,9 | 17,5 | 20,2 | 21,5 | 24,6 | 28,8 | 33,0 | 33,1 | 30,2 | 25,0 | 20,1 | 16,8 | 23,9  |
| Temp. minimale (°C) | 5,4  | 6,6  | 7,7  | 9,4  | 12,1 | 15,3 | 18,0 | 18,4 | 16,8 | 13,3 | 9,2  | 7,1  | 11,6  |
| Précipitations (mm) | 89   | 60   | 42   | 54   | 37   | 13   | 2    | 6    | 22   | 67   | 86   | 109  | 598   |

## Vignoble

La Denominación de Origen (DO) Xérès à cheval sur les provinces de Cadix et de Séville.

### Présentation
Le Marco de Xérès est le territoire vinicole espagnol des provinces de Cadix et de Séville, dans la communauté autonome d’Andalousie, où ce vin est produit et élevé. Il regroupe les communes de Jerez de la Frontera, Sanlúcar de Barrameda, El Puerto de Santa María, Trebujena, Chiclana de la Frontera, Puerto Real, Rota, Chipiona et Lebrija. Il se subdivise en deux aires, la zone de production et la zone d'élevage.

### Encépagement
- Palomino fino, dit encore palomino blanc ou listan[4], est le cépage dominant (près de 90 %). Il est utilisé pour obtenir les xérès secs. Sur d'autres terroirs, ce raisin produit un vin sans originalité, doux et plat. Ici, cette apparente neutralité en fait le cépage idéal dont les qualités se révèlent grâce à la façon de vinifier le xérès.
- Pedro ximénez (ou PX), est utilisé pour produire des vins doux. À peine récoltés, ces raisins sont mis à sécher au soleil pendant deux jours afin de concentrer leurs sucres.
- Muscat, Moscatel en castillan, est utilisé de la même façon que Pedro ximénez, mais il est moins courant.

### Méthodes culturales
Les vendanges se font en deux fois au début du mois de septembre. Ce sont les grappes les plus mûres qui sont récoltées et ensuite placées dans l'almiar où elles vont sécher au soleil pendant un jour ou deux.

## Élevage

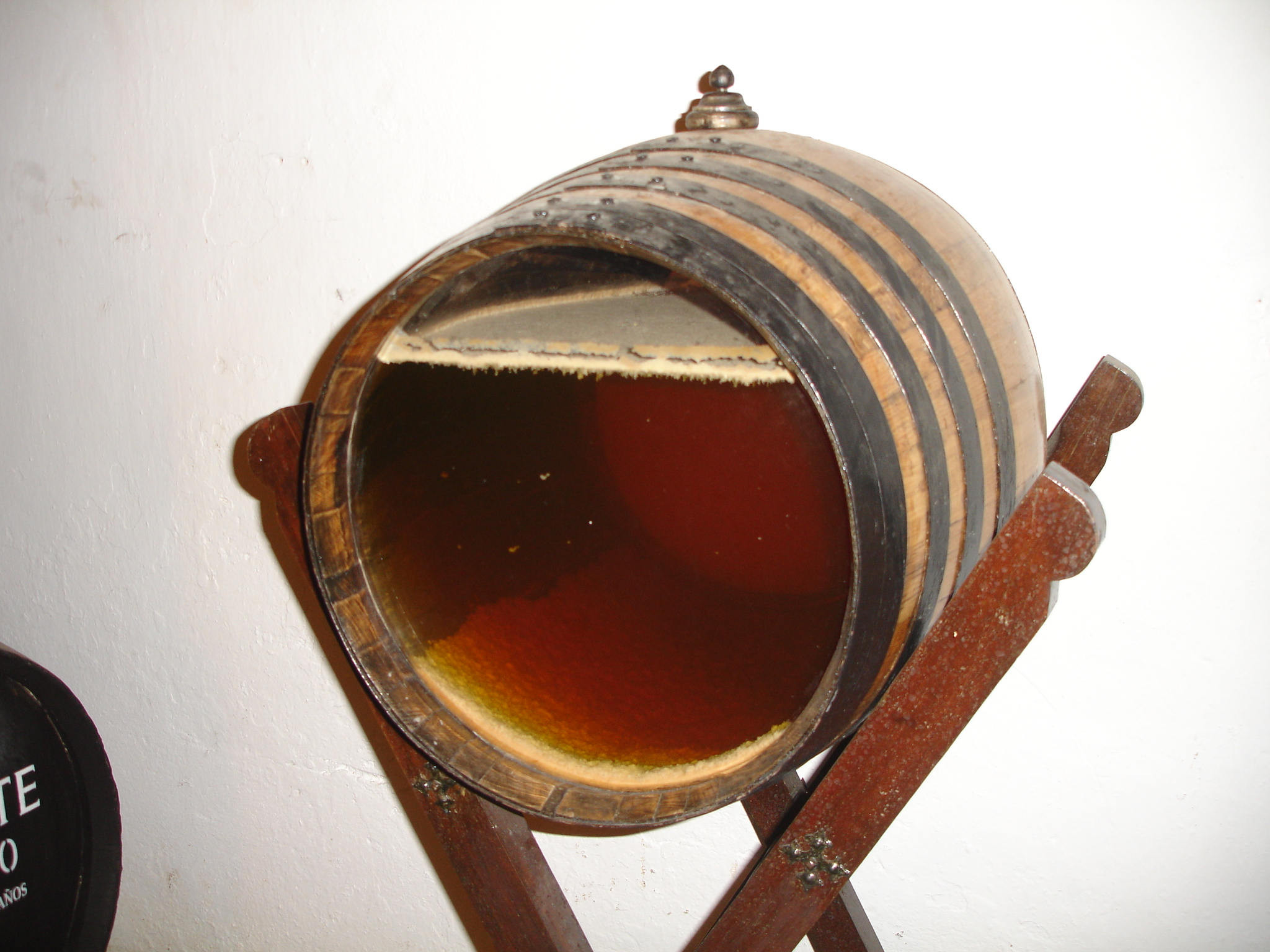
Tonneau spécial avec une face transparente montrant la flor à la surface du xérès.

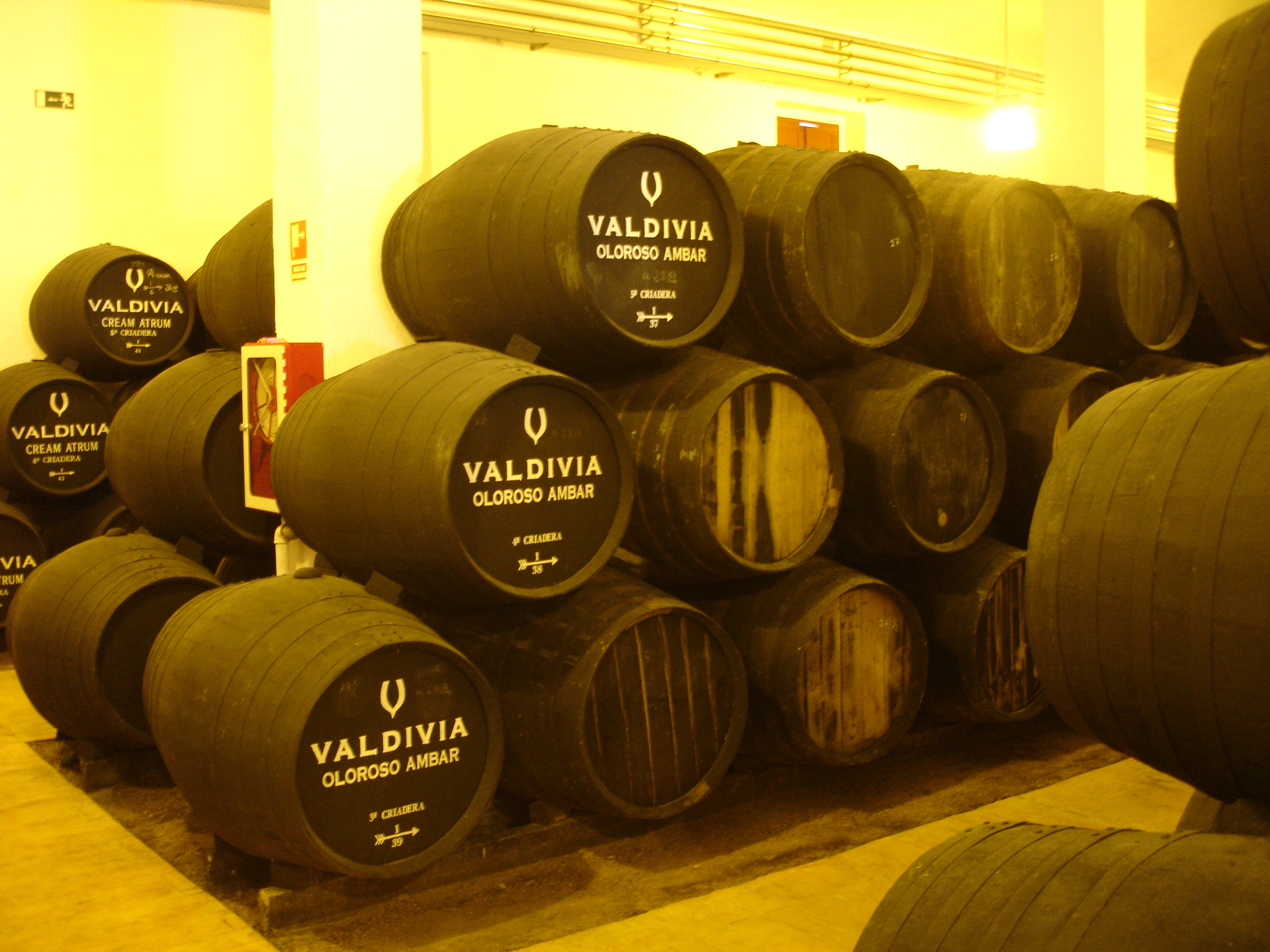
Bodega Valdivia avec ses trois criaderas successives.

Le goût particulier du vin de Xérès provient de la méthode d'élevage en vin de voile : la maturation se fait en présence d'air dans des fûts de chêne. Il se développe à la surface un voile de levures appelée « flor », qui permet une très lente oxydation du vin.
Vers la fin du mois de décembre, dès qu'est terminée la fermentation alcoolique, ont lieu les premières dégustations sous la responsabilité du catador. Celui-ci est chargé d'inscrire sur chaque tonneau un signe indiquant sa classification. Cette annotation est liée à l'importance de la flor à la surface et à l'appréciation du palais des dégustateurs. Le prélèvement dans les botas se fait à l'aide de la venencia, petit récipient d'argent de forme cylindrique qui possède une anse souple d'un mètre de long.
| Annotation                   | Flor          | Nombre de marque | Qualité                    |
| ---------------------------- | ------------- | ---------------- | -------------------------- |
| Palma (palme)                | abondante     | 1 à x...         | Fino                       |
| Palo cortado (bâton encoché) | moins épaisse | 1 à x...         | Oloroso                    |
| Raya (raie)                  |               | 1                | Gordo puissant et bouqueté |
| idem                         |               | 1 + *            | Moins de puissance         |
| idem                         |               | 2                | Ârômes moins nets          |
| idem                         |               | #                | Quema à distiller          |

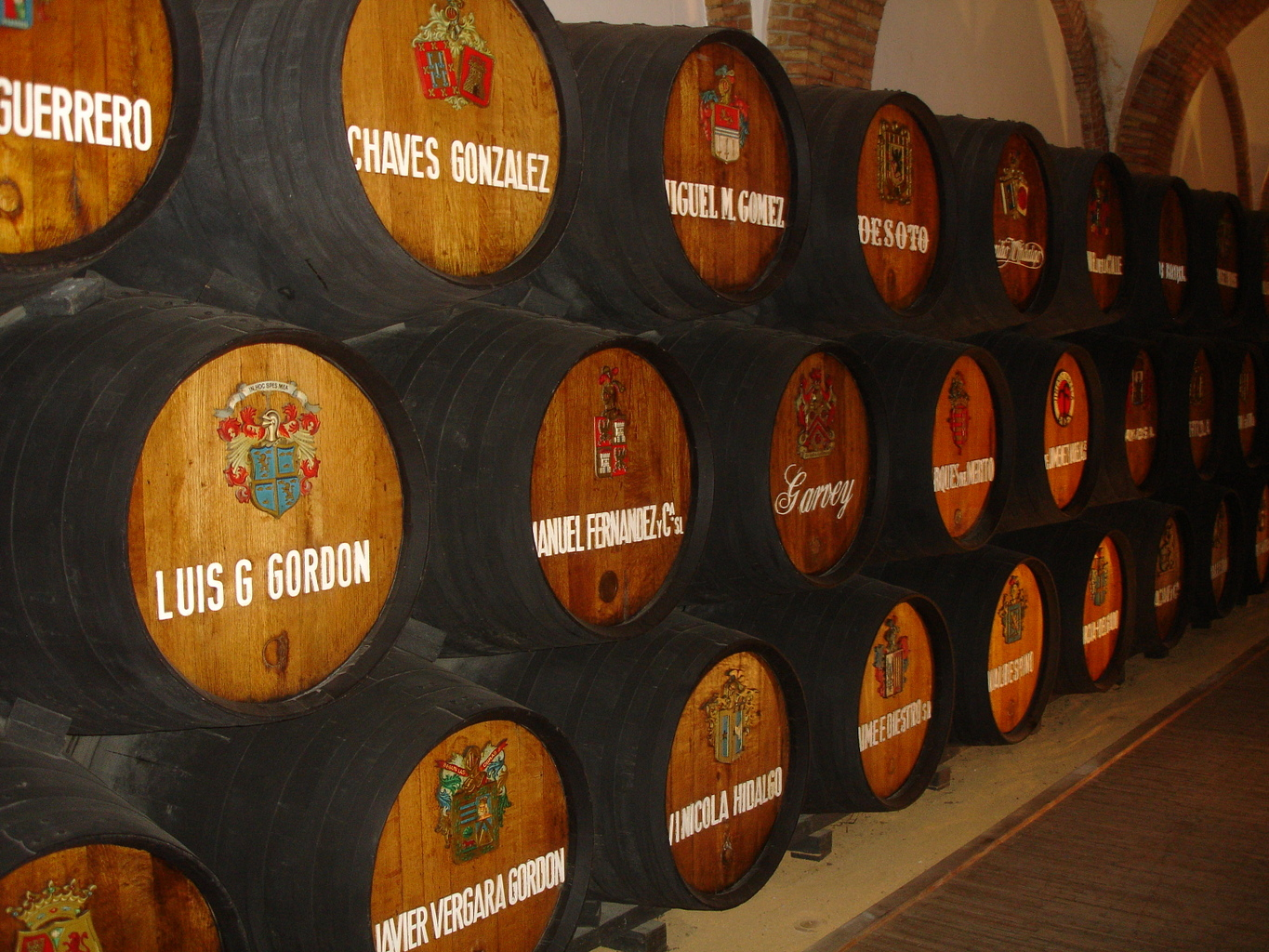
Réserve de xérès dans les caves du Consejo Regulador.

Puis chaque sélection est envoyée dans une criadera pour y être élevée par solera en étapes successives ou escalas. Trois rangées de fûts contenant le même type de xérès sont stockées les unes sur les autres. Dans chaque rangée, le xérès a un degré de vieillissement différent : en bas le plus vieux, en haut le plus jeune. On soutire régulièrement de la solera (rangée du bas) environ un tiers de xérès destiné à la mise en bouteille. À chaque fois qu’on soutire un certain volume de vin, on le remplace par du vin du fût supérieur et pour finir, on remplit la rangée supérieure ou criadera avec du vin de l’année. De cette manière, le vin jeune est transvasé du haut vers le bas et est mélangé avec des vins plus âgés. Ainsi, les caractéristiques des xérès se maintiennent au cours du temps puisqu'ils sont tous des vins de coupage.
Afin d'empêcher que la quantité de vins mis en marché n'augmente trop au détriment de la qualité, le Consejo Regulador, organe officiel, surveille les stocks afin que ceux-ci ne dépassent pas le quota de vente de 40 % par an.

## Terroir et vins

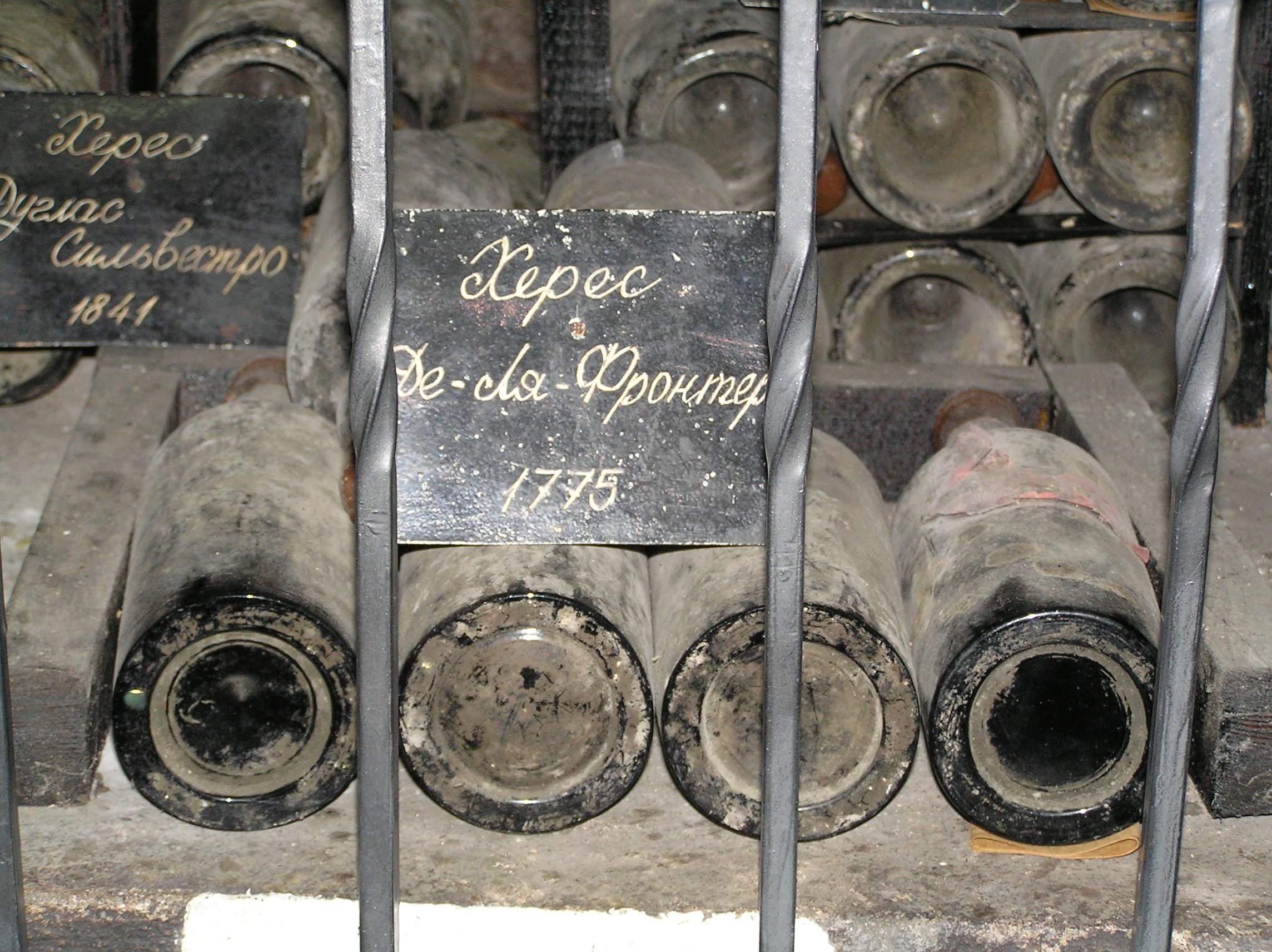
Les plus vieux xérès du monde (1775) dans une cave de Crimée.

Le vin de Xérès dispose de deux des 60 DO (Denominación de Origen) d'Espagne : Jerez-Xérès-Sherry et Manzanilla-Sanlucar de Barrameda, deux DO différentes mais avec la même vinification qui leur donne le goût de rancio ou saveur de noisette caractéristique. Elles ont été les deux premières DO espagnoles, créées en 1933.

### Finos
Le xérès de type fino est élaboré à partir de vin de base de palomino, les plus pâles et les plus légers titrant entre 11 et 12 % d'alcool. Une fois la fermentation achevée il est fortifié à 15,5 % avec une eau-de-vie neutre. Il est ensuite conservé en fûts dans la partie froide de la cave afin d'aider le développement d'un voile de levure. Ce voile permet au vin de s'oxyder très lentement : il conserve ainsi sa fraîcheur et une couleur très pâle (au contraire de l'oloroso qui gagne une couleur sombre et un nez au parfum plus évolué). Les fûts ne sont remplis qu'à 80 % et sont superposés en un système d'assemblage appelé solera. Ce vieillissement sous voile (appelé « flor ») est une technique également utilisée pour l'élaboration du vin jaune dans le Jura à partir du Savagnin.
Une variante régionale, les finos des environs de Sanlùcar de Barrameda, sont vendus sous l'appellation Manzanilla. Situé sur la côte atlantique, ce vignoble bénéficie de la fraîcheur et de l'humidité maritime. Il en résulte un fino plus léger que celui qui porte l'appellation Xérès, mais aussi plus amer et plus iodé. Le manzanilla pasada, lui, est un xérès de type amontillado.
- Manzanilla
- Manzanilla pasada
- Fino (très sec et titré à 15,5 % en moyenne)
- Fino amontillado
- Amontillado (16,6 % avec un goût franc de noisette)

Les amontillados sont de vieux finos qui ont perdu leur voile (ils se sont donc oxydés) et qui ont vieilli en solera. Ce sont probablement les plus riches Jerez avec les palo cortados, une autre variante à mi-chemin entre Fino et Oloroso.

### Olorosos

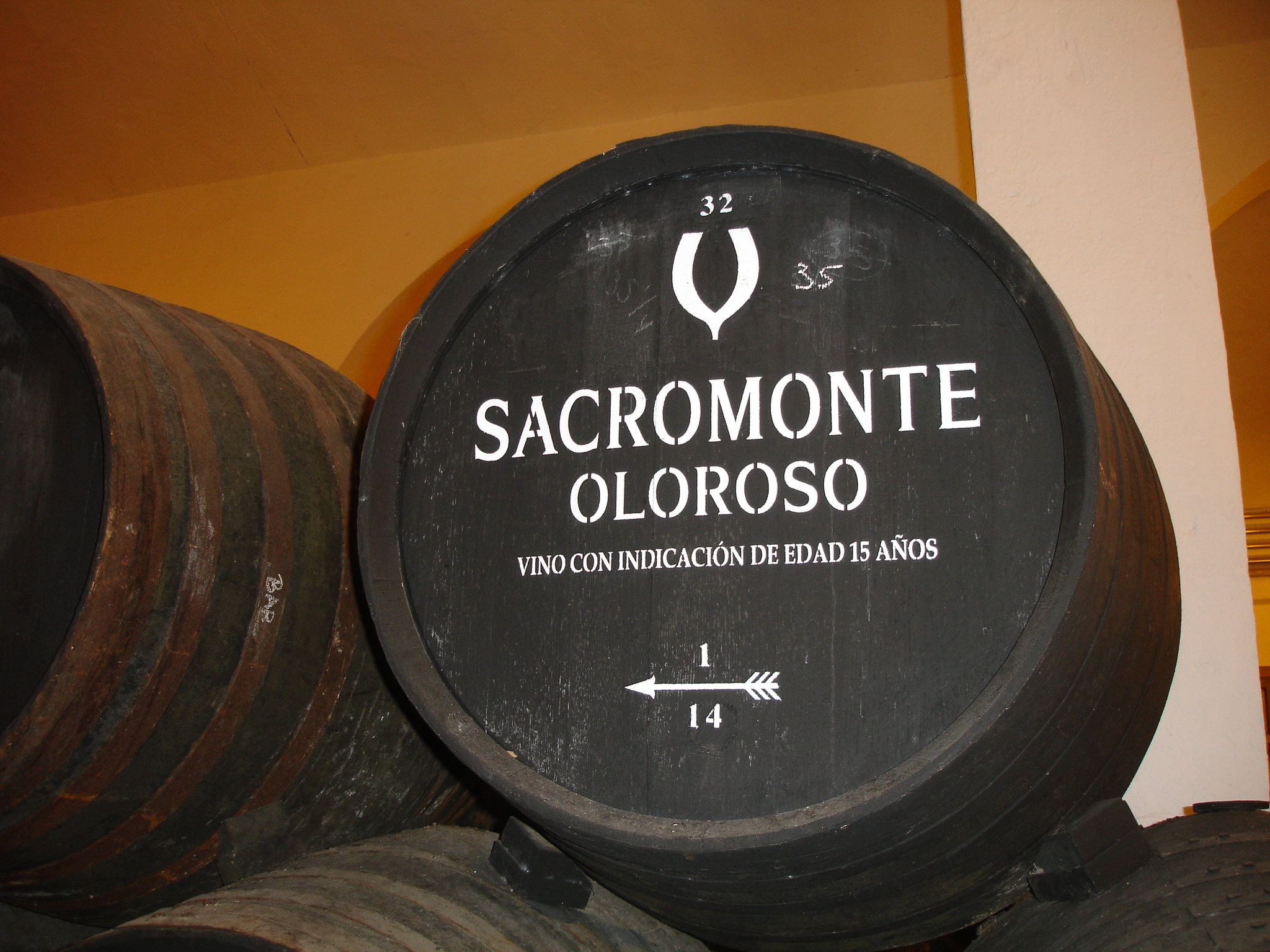
Barrique d'oloroso.

Les olorosos sont élaborés avec des vins de base plus colorés, plus riches en composés phénoliques et en acidité volatiles que les finos. Les vins de bases, après la fermentation sont fortifiés à hauteur de 18 % à 20 %. Cette haute teneur en alcool empêche le voile de levure de se développer et l'élevage se fait de façon oxydative dans une partie chaude de la cave (voire en extérieur). Sa richesse en alcool et en glycérol lui donnent une saveur plus ronde. Le vieillissement de 8 à 12 ans, pendant lesquels il perd 30 à 40 % de son volume, participe au développement de nouveaux composés aromatiques ainsi qu'une texture plus dense et plus épaisse que celles des finos et amontillados. Alexis Lichine, citant le professeur Émile Peynaud, explique que le xérès oloroso doit son excellence à un processus d'oxydation et à la formation d'aldéhydes. Ils ont des arômes qui rappellent ceux du whisky. (C'est d'ailleurs plutôt l'inverse car certains whiskies sont élevés dans d'anciens fûts de xérès).
- Oloroso (franchement capiteux, jusqu'à 18 %)
- Medium
- Palo cortado
- Cream
- Pale, pale cream, golden, brown sherry, etc.
- Moscatel
- Pedro ximénez

## Type de vins et gastronomie

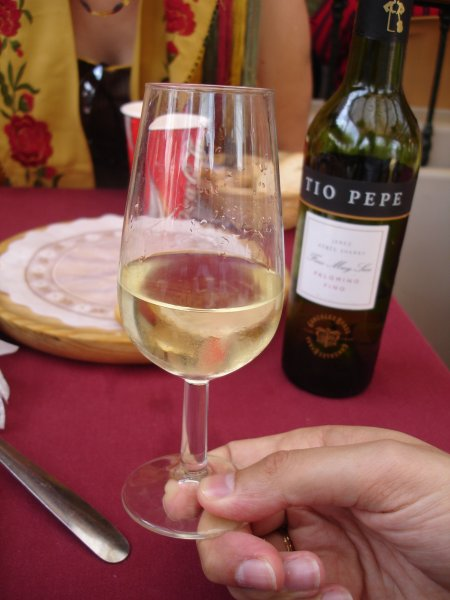
Dégustation de xérès dans un catavino, verre spécial à l'appellation.

Ces vins ont depuis toujours été utilisés dans la cuisine locale de Jerez ou de la Basse Andalousie. Leur large gamme offre une multitude de possibilités gastronomiques, notamment dans la nouvelle cuisine. En tant que vin de liqueur, le xérès est généralement considéré comme un apéritif parfait surtout quand il est sec (fino ou manzanilla). Ce même type de vin peut ensuite accompagner potage ou consommé. Par contre, une autre école le juge incomparable après le repas quand il s'agit d'un oloroso. Ils peuvent aussi parfaitement accompagner nombre de mets :
- Le fino et le manzanilla, en apéritif, se servent avec tapas, olives, fromages à pâte molle, coquillages, etc., ou sur des poissons blancs. Ils se dégustent entre 7 et 9 °C.
- L'amontillado est généralement proposé avec les fromages, les potages ou consommés, les poissons bleus et des viandes blanches. Il est servi entre 13 et 14 °C.
- L'oloroso se marie avec de la viande rouge et du gibier, à une température de 13 à 14 °C .
- Le Pedro ximénez, accompagne les fromages à pâte persillée, les desserts. Il est parfait à 15 °C.
- Le Pale Cream s'associe au foie gras ou à des fruits frais, il doit être rafraîchi aux environs de 10 °C.
- Le Medium est parfait pour accompagner les pâtés et les entremets. Son service se fait entre 10 et 11 °C.
- Le Cream accompagne toutes les sortes de pâtisseries. Il se présente soit à 13 °C soit sur de la glace.

## Commercialisation

### Fêtes des vendanges
La Fiesta de la vendimia jerezana, qui se déroule dans nombre de villages de l'appellation, de fête vigneronne est devenue une attraction pour le grand public et un événement commercial. Une partie de la vendange, réservée à cet effet, est portée solennellement vers le lagar, la cuve où va avoir lieu la pisa. C'est le foulage au pied, réalisé par les pisadores qui arrivent en petite tenue, accompagnés par des jeunes filles en tenue folklorique, tandis que carillonnent les cloches des églises et qu'a lieu un lâcher de colombes.

### Marché intérieur
Le marché intérieur espagnol consomme 25 % de la production.

### Exportation
Chaque année, plus de cent millions de litres quittent l'Andalousie occidentale pour les pays de l'Union européenne. L'Angleterre reste le principal marché extérieur avec 29 % de la production exportée. Ce sont le fino, la manzanilla et le cream qui sont les plus appréciés par les Britanniques, tandis que les Pays-Bas et l'Allemagne préfèrent le médium.

### Le vinaigre de Xérès

#### Fabrication
Le système de vieillissement est identique à celui du vin de Xérès (solera).
Le vinaigre séjourne six mois minimum en fût. L'appellation vinaigre « Xérès Reserva » nécessite une période de vieillissement d'au moins deux ans. Tout comme le vin, les grands crus vieillissent jusqu'à 20 à 30 ans et même 80 ans.
Cette méthode de fabrication ancestrale lui confère sa couleur ambrée et son arôme puissant et boisé.
C’est le seul vinaigre au monde contenant encore de l’alcool.
Le taux d'alcool maximum autorisé pour le vinaigre de Xérès est de 3 %.

#### Gastronomie
Sa robe va d'une couleur légèrement ambrée jusqu'au noir profond suivant son âge. Son goût boisé est légèrement acidulé avec des tonalités de pomme.
En comparaison avec le vinaigre balsamique, le Xérès a une couleur plus claire. il est moins épais, moins sucré mais plus acide et plus sec. Son élaboration étant plus simple, il est aussi moins cher. On peut parfois dans certaines recettes les remplacer l'un par l'autre[réf. nécessaire].
Le xérès entre dans la composition de plats tels que la crème Ninon, une poêlée de champignons ou pour corser un liquide de pochage. Le vinaigre, quant à lui, sert de condiment dans divers mets,.